# La Puebla de Arganzón (przystanek kolejowy)
La Puebla de Arganzón (hiszp. Estación de La Puebla de Arganzón) – przystanek kolejowy w miejscowości La Puebla de Arganzón, w prowincji  Burgos we wspólnocie autonomicznej Kastylia i León, w Hiszpanii. Obsługuje połączenia średniego zasięgu Renfe. Znajduje się w enklawie Treviño.

## Położenie stacji
Stacja położona jest na wysokości 480 m n.p.m., na linii kolejowej Madryt – Hendaye, na km 472,683. Linia jest dwutorowa i zelektryfikowana.

## Historia
Stacja została otwarta pomiędzy 1860 a 1864 wraz z odcinkiem Vitoria - Mirada de Ebro, linii Madryt-Hendaye. Linię wybudowała Compañía de los Caminos de Hierro del Norte de España. Spółka zarządzała linią do 1941 roku kiedy nastąpiła nacjonalizacja kolei w Hiszpanii i włączono ją do nowo utworzonego RENFE.
Od 31 grudnia 2004 infrastrukturą kolejową zarządza Adif.

## Linie kolejowe
- Madryt – Hendaye

## Połączenia
| Linia MD | Pociągi | Z/Do   | Do/Z            |
| -------- | ------- | ------ | --------------- |
|          | RE      | Burgos | Zaragoza        |
| 25       | MD      | Irún   | Miranda de Ebro |